# Alaborg
Álaborg o Áluborg è una fortezza variaga  (vichinga) citata nelle saghe norrene che parlano di Halfdan Eysteinsson e di Hrolf Ganger. La prima saga dice che era possibile navigare da Aldeigjuborg (Ladoga) verso Alaborg, muovendosi a nord per mare, ma che un percorso più rapido e praticabile sarebbe stato via terra verso est. Il testo sottintende che Alaborg e Aldeigjuborg fossero due rivali, situate a poca distanza l'una all'altra.
Nel 1989 Tatiana Jackson dimostrò che l'unico luogo che coincideva con questa descrizione era la cosiddetta "Gorodišče" (letteralmente, "fortezza abbandonata") sul fiume Syas. Fu l'unico insediamento della zona ad est del Ladoga fino al XIII o XIV secolo. Il suo nome norreno potrebbe derivare dal fiume Valya che scorre nelle vicinanze.

## Archeologia
Nikolay Repnikov fu il primo storico a riconoscere l'importanza archeologica del villaggio di Gorodišče sul fiume Syas (russo: Сясьское городище). Repnikov pubblicò i suoi studi nel 1900, ma fu solo nel 1929 che Vladimir Ravdonikas iniziò sul sito scavi su larga scala. Durante gli anni dello Stalinismo, i reperti portati alla luce da Ravdonikas si persero, mentre il sito archeologico fu trasformato in cava per la costruzione di una strada. Come risultato, il nucleo di sito fu totalmente distrutto.
Gli scavi di Alaborg ripresero nel 1987–1990 per mano di Oleg Boguslavsky e Anna Machinskaya. Essi definirono le seguenti aree di interesse archeologico:
- un insediamento urbano (Gorodishche) su un promontorio tra il fiume ed un torrente (oggi quasi totalmente distrutto);
- insediamenti rurali sullo stesso promontorio;
- un gruppo di quindici (prima venti) grandi tumuli conici a nord-ovest del promontorio;
- un affioramento di otto tumuli nel villaggio di Gorodishche;
- venticinque piccoli tumuli, circa 1,5 km a sud-est del promontorio;
- ventinove tumuli "družina" circa 1,5 km a nord-ovest del promontorio (quasi completamente scavati nel 1929);
- una catena di tumuli lungo la riva destra del fiume (dieci catalogati negli anni venti, solo due ancora esistenti nel 1993).

## Contesto storico
Rispetto al Volchov, il fiume Syas fornisce un'alternativa (e più rapida) rotta dal Baltico al Volga. Il suo problema erano le rapide, che rendevano il fiume impraticabile per le drakkar vichinghe. Attraversando le rapide, le navi erano particolarmente indifese agli attacchi da terra. Per proteggere i punti chiave, i Variaghi stabilirono gli insediamenti fortificati di Duboviki e Gorodische all'inizio delle due rapide del Volkhov. In modo analogo, Alaborg dominava una collinetta di 20 metri sopra le rapide del Syas (nonostante negli anni 80 non siano state trovate tracce di fortificazioni).
Boguslavsky e Machinskaya datano il primo cimitero scandinavo ad Alaborg attorno al 700. Dal punto di vista archeologico, il sito ha molto in comune con Ladoga. Sembra che i due siti si siano sviluppati kin modo parallelo. Alaborg fu distrutta da un incendio ed abbandonata prima del 930, o più probabilmente verso la fine del IX secolo. In quel periodo tutti gli altri centri del Khaganato di Rus' affrontavano la distruzione, che Constantine Zuckerman associa con la rivolta di Vadim.